# Tauscheria lasiocarpa
Tauscheria lasiocarpa är en korsblommig växtart som beskrevs av Fisch. och Dc. Tauscheria lasiocarpa ingår i släktet Tauscheria och familjen korsblommiga växter. Inga underarter finns listade i Catalogue of Life.